# Aleksandra Wozniak
Aleksandra Wozniak (Montréal, 7 settembre 1987) è un'ex tennista canadese.

## Biografia
Ha iniziato a giocare a soli 3 anni, avviata dal padre Anton, suo primo allenatore. Monica Seles è sempre stata il suo idolo agonistico. È diventata professionista nel 2005: nell'ultima fase della sua carriera è stata seguita da Nathalie Tauziat. Alta 175 cm e dal peso di 60 kg, Aleksandra Wozniak parla sei lingue: polacco, inglese, russo, francese, tedesco e spagnolo.

## Carriera
La sua migliore posizione in classifica è stata la 21ª, raggiunta il 22 giugno 2009. Nel 2007 è arrivata fino in finale al Grand Prix SAR La Princesse Lalla Meryem di Fès ma ha poi perso contro Milagros Sequera. Ha vinto il suo primo titolo WTA alla Bank of the West Classic di Stanford nel 2008, battendo Marion Bartoli 7-5 6-3.Nel 2009 ha raggiunto la finale a MPS Group Championships di Ponte Vedra Beach ma ha perso contro Caroline Wozniacki.
Il suo migliore risultato all'Australian Open è il secondo turno nel 2012, al Roland Garros il quarto turno nel 2009, a Wimbledon il secondo turno nel 2008 e 2010, e agli US Open il terzo turno nel 2009. Nel 2012 ha preso parte alle Olimpiadi di Londra come singolarista, venendo eliminata al secondo turno da Venus Williams. Il 21 dicembre 2018 ha annunciato il suo ritiro dall'attività agonistica.

## Statistiche WTA

### Singolare

#### Vittorie (1)
| Legenda               |
| --------------------- |
| Grande Slam (0)       |
| Ori Olimpici (0)      |
| WTA Championships (0) |
| Tier I (0)            |
| Tier II (1)           |
| Tier III (0)          |
| Tier IV (0)           |
| Tier V (0)            |

| N. | Data           | Torneo                             | Superficie | Avversario in finale | Punteggio |
| 1. | 20 luglio 2008 | Bank of the West Classic, Stanford | Cemento    | Marion Bartoli       | 7-5, 6-3  |

#### Sconfitte (2)
| Legenda: Prima del 2009 | Legenda: Dal 2009     |
| ----------------------- | --------------------- |
| Grande Slam (0)         |                       |
| Argenti Olimpici (0)    |                       |
| WTA Championships (0)   |                       |
| Tier I (0)              | Premier Mandatory (0) |
| Tier II (0)             | Premier 5 (0)         |
| Tier III (0)            | Premier (0)           |
| Tier IV (1)             | International (1)     |
| Tier V (0)              | International (1)     |

| N. | Data           | Torneo                                        | Superficie  | Avversario in finale | Punteggio |
| 1. | 21 maggio 2007 | Grand Prix SAR La Princesse Lalla Meryem, Fès | Terra rossa | Milagros Sequera     | 1-6, 3-6  |
| 2. | 12 aprile 2009 | MPS Group Championships, Ponte Vedra Beach    | Terra verde | Caroline Wozniacki   | 1-6, 2-6  |

## Risultati in progressione
| Sigla | Risultato               |
| ----- | ----------------------- |
| V     | Vincitore               |
| F     | Finalista               |
| SF    | Semifinalista           |
| O     | Oro olimpico            |
| A     | Argento olimpico        |
| SF    | Bronzo olimpico         |
| QF    | Quarti di Finale        |
| 4T    | Quarto turno            |
| 3T    | Terzo turno             |
| 2T    | Secondo turno           |
| 1T    | Primo turno             |
| RR    | Round Robin             |
| LQ    | Turno di qualificazione |
| A     | Assente                 |
| ND    | Non disputato           |

| Legenda superfici    |
| -------------------- |
| Cemento              |
| Terra battuta        |
| Erba                 |
| Superficie variabile |

### Singolare
| Torneo                    | 2001          | 2002          | 2003          | 2004          | 2005          | 2006          | 2007          | 2008          | 2009          | 2010          | 2011          | 2012          | 2013          | 2014  | 2015 | Titoli  | V–S     | Percentuale vittorie |
| ------------------------- | ------------- | ------------- | ------------- | ------------- | ------------- | ------------- | ------------- | ------------- | ------------- | ------------- | ------------- | ------------- | ------------- | ----- | ---- | ------- | ------- | -------------------- |
| Tornei del Grande Slam    |               |               |               |               |               |               |               |               |               |               |               |               |               |       |      |         |         |                      |
| Australian Open           | A             | A             | A             | A             | A             | A             | 1T            | Q1            | 1T            | 1T            | A             | 2T            | A             | Q1    | A    | 0 / 4   | 1–4     | 20%                  |
| Open di Francia           | A             | A             | A             | A             | A             | A             | 1T            | 3T            | 4T            | 3T            | 2T            | 3T            | A             | 1T    |      | 0 / 7   | 10–7    | 59%                  |
| Wimbledon                 | A             | A             | A             | A             | A             | A             | 1T            | 2T            | 1T            | 2T            | 1T            | 2T            | A             | 1T    |      | 0 / 7   | 3–7     | 30%                  |
| US Open                   | A             | A             | A             | A             | A             | A             | 1T            | 1T            | 3T            | 1T            | 1T            | 2T            | 2T            | 1T    |      | 0 / 8   | 4–8     | 33%                  |
| Vittorie-sconfitte        | 0–0           | 0–0           | 0–0           | 0–0           | 0–0           | 0–0           | 0–4           | 3–3           | 5–4           | 3–4           | 1–3           | 5–4           | 1–1           | 0–3   |      | 0 / 26  | 18–26   | 41%                  |
| Giochi Olimpici           |               |               |               |               |               |               |               |               |               |               |               |               |               |       |      |         |         |                      |
| Giochi olimpici estivi    | Non disputato | Non disputato | Non disputato | A             | Non disputato | Non disputato | Non disputato | A             | Non disputato | Non disputato | Non disputato | 2T            | ND            | ND    |      | 0 / 1   | 1–1     | 50%                  |
| Tornei di fine anno       |               |               |               |               |               |               |               |               |               |               |               |               |               |       |      |         |         |                      |
| WTA Tour Championships    | A             | A             | A             | A             | A             | A             | A             | A             | A             | A             | A             | A             | A             | A     |      | 0 / 0   | 0–0     | 0%                   |
| WTA Premier Mandatory     |               |               |               |               |               |               |               |               |               |               |               |               |               |       |      |         |         |                      |
| Indian Wells              | A             | A             | A             | A             | A             | A             | 1T            | Q2            | 3T            | 2T            | Q1            | 1T            | A             | 4T    | A    | 0 / 5   | 4–5     | 44%                  |
| Miami                     | A             | A             | A             | A             | Q1            | A             | 1T            | 2T            | 2T            | 2T            | A             | 3T            | 1T            | 1T    | A    | 0 / 7   | 3–7     | 30%                  |
| Madrid                    | Non disputato | Non disputato | Non disputato | Non disputato | Non disputato | Non disputato | Non disputato | Non disputato | 2T            | 1T            | A             | A             | A             | A     |      | 0 / 2   | 1–2     | 33%                  |
| Pechino                   | Non Tier I    | Non Tier I    | Non Tier I    | Non Tier I    | Non Tier I    | Non Tier I    | Non Tier I    | Non Tier I    | 3T            | A             | A             | A             | 1T            | A     |      | 0 / 2   | 2–2     | 50%                  |
| WTA Premier 5             |               |               |               |               |               |               |               |               |               |               |               |               |               |       |      |         |         |                      |
| Doha                      | Non Tier I    | Non Tier I    | Non Tier I    | Non Tier I    | Non Tier I    | Non Tier I    | Non Tier I    | A             | Not P5        | Not P5        | Not P5        | 1T            | A             | A     | A    | 0 / 1   | 0–1     | 0%                   |
| Dubai                     | Non Tier I    | Non Tier I    | Non Tier I    | Non Tier I    | Non Tier I    | Non Tier I    | Non Tier I    | Non Tier I    | A             | A             | A             | NP5           | NP5           | NP5   | A    | 0 / 0   | 0–0     | 0%                   |
| Roma                      | A             | A             | A             | A             | A             | A             | A             | A             | 2T            | A             | A             | 1T            | A             | A     |      | 0 / 2   | 1–2     | 33%                  |
| Canada                    | A             | A             | Q1            | 1T            | 1T            | 1T            | 2T            | 2T            | 1T            | 1T            | 2T            | QF            | A             | 1T    |      | 0 / 10  | 6–10    | 38%                  |
| Cincinnati                | Non Tier I    | Non Tier I    | Non Tier I    | Non Tier I    | Non Tier I    | Non Tier I    | Non Tier I    | Non Tier I    | 2T            | A             | A             | A             | A             | A     |      | 0 / 1   | 1–1     | 50%                  |
| Tokyo                     | A             | A             | A             | A             | A             | Q1            | A             | 1T            | 3T            | A             | A             | A             | 2T            | NP5   |      | 0 / 3   | 3–3     | 50%                  |
| Wuhan                     | Non disputato | Non disputato | Non disputato | Non disputato | Non disputato | Non disputato | Non disputato | Non disputato | Non disputato | Non disputato | Non disputato | Non disputato | Non disputato | A     |      | 0 / 0   | 0–0     | 0%                   |
| Carriera                  |               |               |               |               |               |               |               |               |               |               |               |               |               |       |      |         |         |                      |
| Tornei giocati            | 1             | 4             | 4             | 6             | 15            | 26            | 28            | 23            | 25            | 18            | 15            | 21            | 7             | 19    |      | 212     | 212     | 212                  |
| Titoli                    | 0             | 0             | 0             | 0             | 0             | 0             | 0             | 1             | 0             | 0             | 0             | 0             | 0             | 0     |      | 1       | 1       | 1                    |
| Finali raggiunte          | 0             | 0             | 0             | 0             | 0             | 0             | 1             | 1             | 1             | 0             | 0             | 0             | 0             | 0     |      | 3       | 3       | 3                    |
| Vittorie-sconfitte totali | 2–1           | 11–3          | 2–4           | 11–6          | 44–13         | 43–24         | 22–29         | 40–22         | 30–25         | 14–18         | 28–14         | 35–19         | 2–7           | 29–17 |      | 313–202 | 313–202 | 313–202              |
| Percentuale vittorie      | 67%           | 79%           | 33%           | 65%           | 79%           | 64%           | 43%           | 65%           | 55%           | 44%           | 67%           | 65%           | 22%           | 63%   |      | 61%     | 61%     | 61%                  |
| Ranking di fine anno      | –             | 569           | 878           | 491           | 190           | 91            | 130           | 34            | 35            | 126           | 105           | 43            | 280           | 134   |      | –       | –       | –                    |

## Vittorie contro giocatrici Top 10
| Stagione | 2008 | 2009 | Totale |
| Vittorie | 1    | 3    | 4      |

| #    | Giocatrice         | Ranking | Evento                               | Superficie  | Turno | Punteggio     | Rank. AWR |
| ---- | ------------------ | ------- | ------------------------------------ | ----------- | ----- | ------------- | --------- |
| 2008 |                    |         |                                      |             |       |               |           |
| 1.   | Serena Williams    | 5       | Bank of the West Classic, Stanford   | Cemento     | SF    | 6-2, 3-1 rit. | 85        |
| 2009 |                    |         |                                      |             |       |               |           |
| 2.   | Nadia Petrova      | 10      | PVB Championships, Ponte Vedra Beach | Terra verde | SF    | 6-4, 4-6, 6-2 | 35        |
| 3.   | Svetlana Kuznecova | 5       | Eastbourne International, Eastbourne | Erba        | 1T    | 6-0, 6-3      | 23        |
| 4.   | Caroline Wozniacki | 5       | Pan Pacific Open, Tokyo              | Cemento     | 2T    | 5-0 rit.      | 35        |